# Коробьин, Михаил Степанович
Михаил Степанович Коробьин (1755—1827) — Киевский губернатор (1800—1803), действительный статский советник.

## Биография
Родился в 1755 году в семье надворного советника Степана Михайловича Коробьина (?—1766); мать — Прасковья Петровна (1726—?), дочь Петра Лаврентьевича и Степаниды Матвеевны Жеребятичевых.
На военной службе — с 1771 года. В 1775 году - артиллерии штык-юнкер. Сохранилось дело «о драке и убийстве» в сентябре 1775 года, в которых участниками были кавалергард Алексей Григорьевич Коробьин и его двоюродный брат Михаил Степанович Коробьин. Главная полицмейстерская канцелярия, произведя дознание по этому делу, и не найдя Михаила Степановича виновным, вынесла решение «Штыкъ-юнкера Коробьина, который „находится въ команде“, отослать въ команду». С 1788 года — капитан артиллерии.
Во время войны со шведами (1788—1790) за командование «плавучими» батареями награждён орденом Св. Георгия 4-й степени. С 1794 года — майор артиллерии, в 1798 — полковник, 15 мая 1798 года был награждён орденом Св. Анны, с 1799 года — генерал-майор. 
В 1800 году стал шефом артиллерийского батальона и в том же году перешёл на гражданскую службу по Министерству внутренних дел с переименованием в действительные статские советники. В 1800—1803 гг. — киевский губернатор. Ф. Ф. Вигель писал: «Гражданский губернатор, г. Коробьин, старый артиллерист, хороший, добрый и честный человек, и не без состояния, любил приглашать иногда к себе земляков на обед или на вечер, но большую часть времени проводил в уединении».

## Семья
Был женат на Варваре Акимовне Апухтиной, дочери  симбирского и уфимского генерал-губернатора Акима Ивановича Апухтина. Ее племянницей была Наталья Дмитриевна Фонвизина, жена декабриста Михаила Фонвизина.  Известно о трёх детях М. С. Коробьина:
- Степан (ум. до 1818 года), рязанский помещик.
- Григорий (после 1773 — до 1854), Свиты Его Императорского Величества штабс-капитан. Восприемниками при крещении были: Анна Кирилловна Васильчикова и старший брат Степан.
- Прасковья (1800 — 28.12.1866), её муж: декабрист Антон Аполлонович Жемчужников. В 1833 году Григорий Михайлович Коробьин отдал своей сестре Прасковье Михайловне земли в Рязанской губернии — с. Локоток (Кабельша) и в Тамбовской губернии в Лебедянском уезде — с. Леденевка.

У Михаила Степановича было 4 брата: 
- Григорий Степанович Коробьин (ок. 1742 — после 1794).
- Василий Степанович Коробьин (?—1782); был женат дважды: 1) Прасковья Алексеевна Сергеева; 2) Прасковья Григорьевна.
- Семён Степанович Коробьин (1750—?), секунд-майор, дворянский заседатель в Тамбовском совестном суде. Жена: Варвара Ивановна, вдова прокурора Костромского наместничества Александра Григорьевича Астафьева. Семёну Степановичу и Варваре Ивановне в 1778 году принадлежали 882 десятин земли в с. Везовны, Снежеть (Снежедь), Малая Вязовка тож, и 65 десятин в д. Парахиной Чернского уезда Тульской губернии. Их соседкой и совладелицей по тульскому имению была Прасковья Михайловна Тургенева, прабабка И. С. Тургенева. В 1794 году тульские имения Коробьиных были проданы Софьей Александровной Черкесовой, дочерью Варвары Ивановны Коробьиной от первого брака, — Пелагее Ивановне (Андреевне) Хозиковой, матери Петра Ивановича Хозикова.
- Александр Степанович Коробьин (1756—?); в 1792 году — пронский помещик, артиллерии подполковник. Упоминается в воспоминаниях А. Т. Болотова «Жизнь и приключения Андрея Болотова»: сватался к одной из дочерей А. Т. Болотова, но из за того, что Коробьин так и не приехал на смотрины, сватовство позже было отменено.